# Xi’an (Liaoyuan)
Xi’an (西安区,  Xī'ān Qū) ist ein chinesischer Stadtbezirk der bezirksfreien Stadt Liaoyuan in der Provinz Jilin. Er hat eine Fläche von 178,8 km² und zählt 177.978 Einwohner (Stand: Zensus 2010).

## Administrative Gliederung
Auf Gemeindeebene setzt sich der Stadtbezirk aus sechs Straßenvierteln und einer Gemeinde zusammen.